# Wanatah
Wanatah est une municipalité américaine située dans le comté de LaPorte en Indiana.
Lors du recensement de 2010, sa population est de 1 048 habitants. La municipalité s'étend sur 1,42 mille carré (3,68 km2).
Wanatah est fondée en 1865. Elle adopte le nom du chef amérindien Wanata (en) et se développe grâce à la proximité du chemin de fer.